# CREDO
CREDO (Cosmic-Ray Extremely Distributed Observatory), czyli Skrajnie Rozproszone Obserwatorium Promieniowania Kosmicznego – projekt naukowy zainicjowany w sierpniu 2016 przez polskich naukowców z Instytutu Fizyki Jądrowej PAN w Krakowie, którego celem m.in. jest poszukiwanie ciemnej materii oraz badanie natury czasoprzestrzeni. Polega na zaangażowaniu jak największej liczby osób w budowę globalnego systemu detektorów promieniowania kosmicznego, poprzez wykorzystanie smartfonów i tabletów.

## O projekcie
Wykorzystując tysiące czy nawet miliony smartfonów lub tabletów można utworzyć największy detektor cząstek promieniowania kosmicznego, obejmujący całą Ziemię. Aby pomóc tworzyć taki detektor, uczestnik projektu powinien zainstalować na takim urządzeniu bezpłatną aplikację CREDO Detector, która jest dostępna dla systemu Android, w wersji późniejszej od 4.0. Aplikacja została przygotowana w ramach międzynarodowego projektu CREDO, zainicjowanego i koordynowanego przez zespół naukowców z Instytutu Fizyki Jądrowej Polskiej Akademii Nauk (IFJ PAN) w Krakowie. Nadzór nad utrzymaniem i rozbudową tej aplikacji sprawuje Politechnika Krakowska, za gromadzenie i przetwarzanie danych napływających z całego świata, nie tylko ze smartfonów, odpowiada Akademickie Centrum Komputerowe Cyfronet Akademii Górniczo-Hutniczej w Krakowie.

## Badania i cele projektu

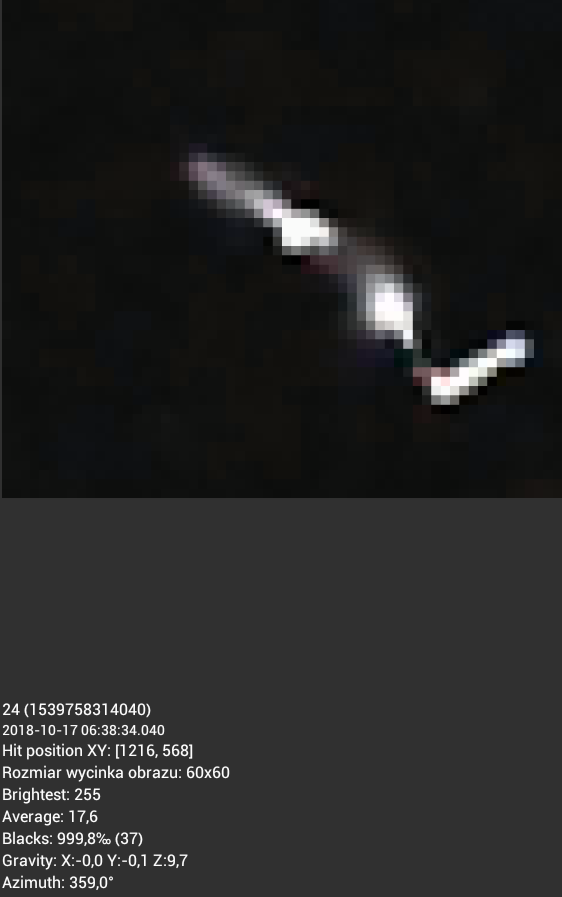

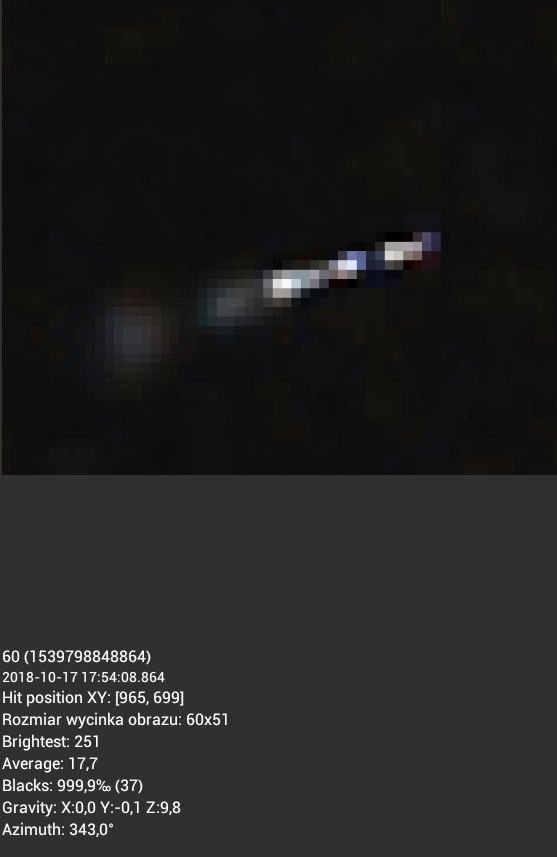
Przykłady rejestracji zdarzeń w aplikacji CREDO Detector

Celem badań jest detekcja i analiza promieniowania kosmicznego i efektów, jakie wywołuje docierając do ziemskiej atmosfery. Gdy z kosmosu nadlatuje cząstka promieniowania o ekstremalnej energii rzędu największych z obserwowanych we Wszechświecie, inicjuje w ziemskiej atmosferze  kaskadę cząstek wtórnych, nazywaną wielkim pękiem atmosferycznym. Cząstki wtórne mogą liczyć miliardy różnego rodzaju cząstek, m.in.: mionów, elektronów, fotonów gamma. Wywołana pojedynczą cząstką kaskada po dotarciu do powierzchni Ziemi może pokryć powierzchnię o średnicy nawet kilkunastu kilometrów. Takie cząstki wtórne może wykryć nawet zwykły smartfon, robiąc zdjęcie przy całkowicie zakrytym obiektywie. W momencie kiedy przez detektor kamery przejdzie cząstka (wtórnego promieniowania kosmicznego, lub ewentualnie cząstka promieniowania lokalnego), może pobudzić jego niektóre piksele. Na jednorodnie czarnym tle pojawia się wtedy od kilku do kilkudziesięciu jaśniejszych pikseli. W ciągu doby może dochodzić  od jednej do nawet kilkuset detekcji.
Badania w ramach programu mogą pomóc odpowiedzieć m.in. na pytania takie jak:
- czy za niektóre choroby mogą odpowiadać zjawiska astrofizyczne?
- czy ciemna materia rzeczywiście istnieje i jaka jest jej natura?
- jaka jest prawdziwa natura czasoprzestrzeni – ciągła czy cyfrowa?
- czy egzotyczne efekty kwantowej grawitacji można badać eksperymentalnie?
- czy można potwierdzić związek między zmianami w częstotliwości rejestrowania drugorzędnych cząstek promieniowania kosmicznego i trzęsień ziemi?[5]